# Philip Stafford Myburgh
Philip Stafford Myburgh, britanski general, * 1893, † 1963.